# The Art in Music Trilogy
The Art in Music Trilogy is een muziekalbum van Rick Wakeman.
Na de Sunset Trilogy en The Natural World Trilogy is The Art in Music Trilogy de derde 3-CD die Wakeman wijdde aan New agemuziek annex ambient. De drie albums kwamen niet los op de markt, zoals bij de Sunset Trilogy, maar hebben wel drie afzonderlijke (sub)titels, verwijzend naar kunstvormen. Enige muzikant op het album is Wakeman zelf.

## Musici
- Rick Wakeman – toetsinstrumenten

## Tracklist

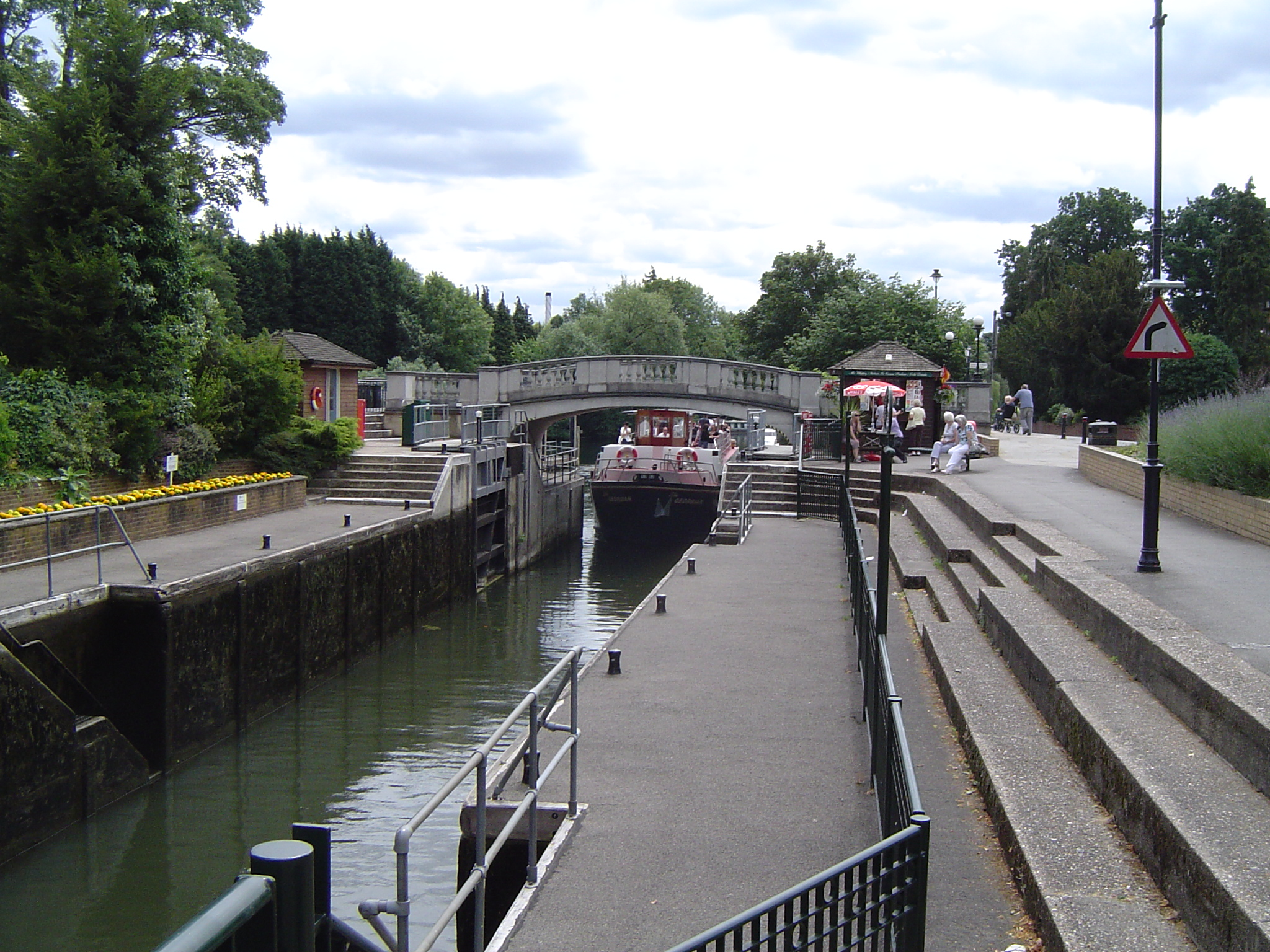
Boulter’s Lock

| Nr. | Titel                                           | Duur  |
| --- | ----------------------------------------------- | ----- |
| 1.  | White castles                                   | 8:21  |
| 2.  | Glacier valleys                                 | 11:53 |
| 3.  | The procelain doll                              | 5:24  |
| 4.  | The snowcat                                     | 4:07  |
| 5.  | Pillars of hope                                 | 6:20  |
| 6.  | A fountain of tears (spelfout op hoes: fountin) | 5:41  |
| 7.  | The figurine                                    | 6:34  |
| 8.  | The dancing Pierrot                             | 7:03  |
| 9.  | A castle of dreams                              | 6:45  |

| Nr. | Titel                  | Duur  |
| --- | ---------------------- | ----- |
| 1.  | Seeds of thought       | 6:32  |
| 2.  | Preface to a dream     | 5:45  |
| 3.  | The mottled blackbird  | 6:10  |
| 4.  | The Qull               | 4:58  |
| 5.  | Lucky curve            | 10:35 |
| 6.  | The evening fable      | 5:16  |
| 7.  | Shelly Beach           | 6:44  |
| 8.  | Birth of nature        | 5:08  |
| 9.  | A tale of spring       | 6:05  |
| 10. | Stories of bygone days | 6:12  |

| Nr. | Titel                | Duur |
| --- | -------------------- | ---- |
| 1.  | The dancing hedgerow | 3:02 |
| 2.  | The clock tower      | 3:04 |
| 3.  | Sunbeams             | 2:56 |
| 4.  | The village green    | 6:01 |
| 5.  | Portrait of a dream  | 3:24 |
| 6.  | Mountain mist        | 3:41 |
| 7.  | Waterlillies         | 6:15 |
| 8.  | Tommy Big Eyes       | 2:34 |
| 9.  | The lone fisherman   | 3:27 |
| 10. | Little lady          | 4:38 |
| 11. | View from a hill     | 2:35 |
| 12. | A hint of autumn     | 8:25 |
| 13. | Boulter’s Lock       | 2:43 |
| 14. | Orcombe Point 3:28   | 3:28 |
| 15. | The brooklet         | 3:01 |
| 16. | The fireside         | 2:30 |